# Jenny Cesare
Jenny Cesare es un personaje ficticio de la serie de Marvel Comics Punisher MAX. Fue creada por el escritor Garth Ennis y el artista Lan Medina, y aparece por primera vez en la historia titulada "Widowmaker" (Punisher MAX #43-49).

## Historia

### Primeros años
Jenny Cesare nació en la familia mafiosa Cesare. Cuando fue mayor, ella comenzó a ver a Tim Bucatto, un golpeador mafioso de alto rango. Ella salió con él durante cuatro meses antes de comprometerse en matrimonio. Su hermana, Annabella, y sus mejores amigas Bonnie, Barbi, y Lorraine, todas apoyaron el matrimonio y le "vendieron" a Tim como el marido perfecto. En su noche de bodas, Tim ataca y viola a Jenny sin ninguna provocación. Gradualmente, Jenny se entera de la verdad sobre Tim: su primera mujer no murió en un accidente de coche, sino que se disparó en la cabeza con su arma, y se da cuenta de que su hermana, amigos y familia la habían vendido a Tim, ya que no se vería bien si tal soldado de alto rango no tenía una mujer para proteger su cobertura civil. Por varios meses, Tim se abusa de Jenny, mientras que su hermana y amigos continúan manteniéndola en el matrimonio racionalizando lo que pasó y explicando que era por la familia.
Casualmente, Tim es asesinado por el Castigador. Sin embargo, en el mismo día, Jenny se entera de que tiene cáncer de mama. Enojada, ella amenaza con ir al FBI con todo, pero es atacada por una de los asociadas de Annabella, Shauna. Shauna arregla que Jenny sea sacada de la ciudad y ejecutada. Sin embargo, el coche el que ella está se estrella. Jenny se estrella por la ventana, y su verdugo intenta acabar con ella arrojándola de un puente. Ella cae en un vagón de carbón, malherida y desnuda, pero viva.
Después de una mastectomía, Jenny se toma un tiempo para curarse y aprender a luchar. Se queda con varios hombres que le enseñan a usar armas y otras habilidades útiles. Ella recibe un tajo en su rostro y carece de pechos, por lo que utiliza para disfrazarse un montón de maquillaje y un pecho falso. A su vez, ella se tiñe el pelo y se lo corta. Durante su tiempo afuera, Frank Castle continúa su ataque contra la familia Cesare, culminando con los eventos del arco argumental "En el Comienzo".

### Widowmaker
Jenny regresa a tiempo para descubrir que Annabella, Barbi, Bonnie, Lorraine y Shauna están planeando matar al Castigador en venganza por matar a sus maridos. Ella rastrea su plan, y cuando tratan de matarlo, interfiere y salva la vida de Frank, matando a Bonnie en el proceso. Frank recibe un disparo en el pecho, y Jenny le ayuda a volver a su casa de seguridad. Después de explicarle su situación a él durante el tiempo que tarda en recuperarse, le pide prestada la camisa de su cráneo insignia y se dispone a acabar con las mujeres.
Ella las mata a todas menos a Annabella, y en su lugar lleva a su hermana a la casa de seguridad, donde la ata. Frank, que se había desmayado, se despierta para encontrarse esposado. Cuando le pregunta por qué, Jenny dice crípticamente "Podrías intentar detenerme. No puedo permitir eso." Jenny golpea a Annabella hasta matarla con un bate de béisbol mientras que Frank observa. Con su venganza saciada, ella se arrastra hasta Frank y le pide tener sexo con él y, finalmente, "dejarle sentirlo." Ellos lo hacen. Jenny explica cómo sólo Frank es lo suficientemente fuerte como para vivir con todo el dolor que han soportado, y luego se dispara en la cabeza. Frank rompe una de las esposas en un vano intento por detenerla, y se da cuenta de lo que quiso decir.

## Otros medios

### Videojuegos
- Jenny Cesare aparece en The Punisher: No Mercy para PlayStation 3 a través de la PSN.